# Dimensions
『Dimensions』（ディメンションズ）は、ROMANTIC MODEの3枚目のアルバム。

## 内容
事実上、最後となったオリジナル・アルバム。唯一の非自作曲「Love in Circles」、デビュー曲「DREAMS」のアコースティック・バージョンを収録した。

## 収録曲
1. LIBERTY
作詞：西脇唯　作曲：Joe Rinoie　編曲：Joe Rinoie・鈴川真樹
2. 永遠が終わるまで熱いKISSをしよう
作詞・作曲：Joe Rinoie　編曲：Joe Rinoie・鈴川真樹
3. 熱い想い
作詞：麻倉晶　作曲：鈴川真樹　編曲：鈴川真樹・Joe Rinoie
4. Yes I'm here
作詞：宮崎円・Joe Rinoie　作曲：Joe Rinoie　編曲：Joe Rinoie・鈴川真樹
5. Dream Dreamer
作詞・作曲：Joe Rinoie　編曲：Joe Rinoie・鈴川真樹
「LIBERTY」のカップリング曲。
6. 遠い街で
作詞：Joe Rinoie　作曲：鈴川真樹　編曲：鈴川真樹・Joe Rinoie
7. Love is the Destiny
作詞：西脇唯　作曲：Joe Rinoie　編曲：Joe Rinoie・鈴川真樹
8. Who are you!?
作詞：比留間徹・Joe Rinoie　作曲：鈴川真樹　編曲：鈴川真樹・Joe Rinoie
9. Love in Circles
作詞：Joe Rinoie　作曲：ハリー細谷　編曲：Joe Rinoie・鈴川真樹
10. Rebirth
作詞：大塚千恵子・Joe Rinoie　作曲：Joe Rinoie　編曲：Joe Rinoie・鈴川真樹
「永遠が終わるまで熱いKISSをしよう」のカップリング曲。
11. DREAMS (Acoustic Version)
作詞・作曲：ROMANTIC MODE　編曲：Joe Rinoie・鈴川真樹